# Partidul Național Popular
Partidul Național Popular a fost un partid politic antifascist din al doilea război mondial. Acesta a fost principalul partid de rezistență contra regimului dictatorial condus de mareșalul Ion Antonescu. Acesta a fost succedat după război de Partidul Comunist Român.